# نيكاندرو بريفيلد
نيكاندرو بريفيلد (بالهولندية: Nicandro Breeveld)‏ لاعب كرة قدم كويتي ولد في (7 أكتوبر 1986) لاعب كرة قدم هولندي.

## روابط خارجية
- نيكاندرو بريفيلد على موقع الاتحاد الأوربي (الإنجليزية)
- نيكاندرو بريفيلد على موقع قاعدة بيانات كرة القدم.إي يو (الإنجليزية)
- نيكاندرو بريفيلد على موقع Soccerway.com (الإنجليزية)
- نيكاندرو بريفيلد على موقع عالم كرة القدم.نت (الإنجليزية)
- نيكاندرو بريفيلد على موقع AS.com (الإسبانية)